# Bazilika Superga
Bazilika Superga (italijansko: Basilica di Superga) je cerkev v bližini Torina v Italiji, ki je ime dobila po kraju, sicer pa je njeno ime Basilica della Natività di Maria Vergine (Bazilika Jezusovega rojstva Device Marije). Baziliko je mogoče doseči s pomočjo zobate železnice iz predmestja Sassi.

## Zgodovina
Zgrajena je bila med letoma 1717 in 1731 za Victorja Amadeja II. Savojskega , zasnoval jo je Filippo Juvarra  na vrhu hriba Superga. Tako je bila izpolnjena obljuba vojvode (in bodočega kralja Sardinije) nastala v bitki za Torino, po zmagi nad oblegajočo francosko vojsko v vojni za špansko nasledstvo. Arhitekt namiguje na prejšnje sloge in dodaja baročni pridih. V cerkvi so grobnice mnogih knezov in kraljev družine Savojcev, vključno spomenik Karlu Emanuelu III. (1733), delo Ignazia Collina in njegovega brata Filipa.
Cerkev je narejena v poznobaročen-klasicizmu . Kupola je bila končana leta 1726 in spominja na nekatere elemente Michelangelove kupole v baziliki svetega Petra. To ni naključje, saj je Juvarra študiral in delal v Rimu deset let pred delom v Torinu. Tempelj spredaj štrli iz strukture kupole in spominja na Panteon. Tempelj spredaj je večji kot tipični proporci, saj je Superga postavljena na hribu. Prav tako menijo, da je Viktor Amadej želel, da bazilika počiva na tem hribu kot opomnik moči družine Savojcev, kot tudi nadaljevanje linije pogleda na obstoječ grad v Rivolliju. Kasneje je s Stupinigijem zaključil trikotnik treh savojskih rezidenc.
Kraljeva grobnica Superga je grobnica družine Savojcev.
Zgodovina cerkve sega v 2. september 1706, ko sta se vojvoda Viktor Amadej II. Savojski in princ Carignan, Evgen Savojski povzpela na hrib na vidita obleganje Torina in francosko-španske sile v času vojne za špansko nasledstvo. Viktor Amadej, ki je pokleknil pred star opornik, je prisegel, da bo v primeru zmage, zgradil spomenik Mariji. Od zore do zgodnjih ur popoldne 7. septembra se je vojska spopadala na poljih pri Jaya in Madonna di Campagna. Piemontska vojska je dosegla zmago nad Francozi. 
Hrib na katerem se nahaja bazilika je bil mesto letalske nesreče nogometnega kluba Grande Torino leta 1949.

## Gradnja

### Začetek gradbenih del
Gradnjo cerkve je Viktor Amadej II. Savojski, kralj Sicilije, zaupal Filippu Juvarri.
Sloves arhitekta Juvarre je zmagal s prihodom vojvode Viktorja Amedeja Sicilskega, da je postal arhitekt kraljeve hiše. Ko Amedej II., po prevzemu naziva kralja, dokončno zapustil otok (1714), je s seboj v Torino pripeljal tudi Juvarro. On ni bil omejen le na delo za Savojce, pečat svojega talenta in svoje sposobnosti je pustil v Italiji in v tujini.

### Izkop na hribu
Juvarra je izdelal gradbeni projekt, vendar hrib Superga kot je bil, ni omogočal izvedbe. Zato so morali znižati in poravnati vrh. V maju 1716 so se začela dela na rušenju stare cerkve in posledično znižanje terena.
Znižanje hriba je potekalo zelo hitro. S sredstvi, ki so bila na voljo (krampi, lopate, samokolnice) so v enem letu znižali hrib za 40 metrov. Pri izkopavanju so shranili izkopano gradivo, ki bi ga lahko uporabili pri gradnji.
Med postopkom se je izkazalo, da je območje starodavne cerkve in pripadajoče zemljišče premajhno za načrtovani Juvarrov projekt. Kraljevina je bila prisiljena dokupiti dodatna zemljišča. Medtem ko so skupine delavcev delale na izkopu, je bila velika količina potrebnega materiala (kamen, opeka, marmor, les, itd), ki je prišel iz različnih krajev, deponirana ob vznožju pobočja, v kraju imenovanem "Sassi".

### Polaganje temeljnega kamna
20. julija 1717 je bil položen prvi kamen pod velikim stebrom, ki ločuje zakristijo kapele posvečene blaženi Marjeti Savojski, z latinskim napisom vgraviranim na plošči iz belega marmorja in prekrita z drugim enakim marmorjem. Napis se glasi:
Alla Madre del Salvatore / Alla Salvatrice di Torino / Vittorio Amedeo, Re di Sicilia, di Gerusalemme e di Cipro / posava la prima pietra il giorno 20 luglio 1717.
(Mati Odrešenika / Odrešiteljica Torina / Victor Amadej, kralj Sicilije, Jeruzalema in Cipra / postavljen prvi kamen 20. julija 1717.)
Uporabljeni material je bil večinoma pridobljen lokalno, ker je bilo v tistem času težko nakupiti in prevažati gradbeni material iz drugih regij Italije ali iz drugih držav. Najbolj izkoriščen marmor je bil iz kamnolomov Frabosa, Gassino, Rossasco, Foresto. Oniks je bil pridobljen iz kamnoloma Busca-Dronero. Pesek je bil izkopan na sotočju rek Pad in Stura di Lanzo. Apno in opeka sta bila pripravljena na hribu.
V arhivih obstaja podroben opis opravljenega dela in postopna gradnja bazilike. Nino Carboneri je v svoji obsežni knjigi La Real Chiesa di Superga di Filippo Juvarra (Kraljeva cerkev Superga Filippa Juvarre) opisal to delo.

### Otvoritev
Proti koncu leta 1730 je bila cerkev skoraj končana, bilo je le še nekaj malenkosti za oplemenitenje. Končan in opremljen je bil tudi del za bivanje. Delno ni bilo končano le kraljevo bivališče. Viktor Amadej II., ki je medtem 13. septembra 1730 abdiciral v korist svojega sina Karla Emanuela III., je pisal iz Chamberyja markizu d'Ormea (17. decembra 1730): »... v zadovoljstvo nam je, da boste v aprilu posvetili cerkev… «. Toda pojavile so se težave, ki so prisilile odložiti odprtje. Točen vzrok ni jasen (morda imenovanje dekana), pa je 23. oktobra 1731 Karel Emanuel III. imenoval dvanajst gojencev in določil datum inavguracije.
Na večer 31. oktobra je Gian Francesco Arborio iz Gattinara blagoslovil cerkev v prisotnosti arhitekta Juvarre. Naslednji dan, 1. novembra 1731 je bila cerkev odprta za javnost s slovenim praznovanjem. Slovesnosti so se udeležili kralj Karel Emanuel III., Juvarra, povabljenci, civilne oblasti in veliko ljudi.
Posvetitev bazilike je bila dokončna 12. oktobra 1749, opravil jo je kardinal Delle Lanze.

## Kompleks

### Bazilika
Kot smo že omenili, je bila bazilika odprta 1731. Dimenzije cerkve so impresivne: dolžina je 51 m, kupola je visoka 75 m. S tem znaša višina hriba 672 m, zaradi česar je vidna tudi iz velike razdalje in najprej iz Torina. Podobno je iz hriba izjemen razgled na mesto in Alpe.
Sama bazilika je "arhitekturna struktura", ki je zgrajena okoli cerkve s krožnim tlorisom, z veliko kupolo v baročnem slogu, ima vhod z osmimi korintskimi stebri s klasičnim navdihom (Panteon v Rimu). Ta vpliv je opazen tudi pri oblikovanju osrednjega tlorisa. Na vsaki strani osrednjega prostora se dvigata dva stolpa, kjer se vidi Borrominijev vpliv. Notranjost ima obliko grškega križa, okrašena je s svetlimi skulpturami, delo bratov Filipa in Ignazia Collino.

### Kraljeva kripta
Kraljeva kripta je tradicionalna grobnica članov družine Savojcev, zaporedoma vojvode Savojski, kralji Sardinije in kralji Italije. Dva kralja Italije, Viktor Emanuel II. in Umberto I. sta pokopana v Panteonu v Rimu. Prejšnje generacije Savojcev, kot tudi zadnji kralj Italije, Umberto II., so pokopani v Hautecombe Abbey.

### Samostan, papaški in kraljevi prostori
Na hrbtni strani bazilike je samostan, kjer so prebivali od leta 1966 do februarja 2015, očetje reda uslužbencev Marije. Iz samostana se pride v papeževe prostore, kjer je ohranjena zbirka platen portretov vseh papežev v zgodovini (edina na svetu), naprej svetega Petra.  V prostoru so razvrščeni po kronološkem vrstnem redu ob stenah. Tu najdemo tudi portrete anti-papežev, in med njimi Felksa V.. Iz samostana je dostop tudi do kraljevih apartmajev, kjer so počivali člani kraljeve družine na obisku v baziliki.

### Spomenik Umberta I.
Na trgu na desni strani cerkve je spomenik v spomin na kralja Umberta I. Savojskega, ki je bil ubit v zasedi, 29. julija 1900 v Monzi, delo anarhista Gaetana Brescija. Ta spomenik, naročilo njegovega sina Viktorja Emanuela III., je delo milanskega kiparja Tancredi Pozzija, sestavljen iz korintskega stebra iz granita z bronastim kapitelom, na katerem je orel preboden s puščico, z jasnim prikazom alegorične smrti vladarja. Na dnu stebra je kip keltskega bojevnika, ki simbolizira mesto Torino, roke, ki kažejo na nebo in meč v Savojskem grbu z ovratnikom oznanjenja. Spomenik je bil uradno odprt 7. maja 1902. 

## Letalska nesreča
4. maja 1949 je bila bazilika mesto letalske nesreče.
V gosti megli je letalo tipa Fiat G.212 strmoglavilo pod cerkvijo in poškodovalo sosednjo samostansko zgradbo. Vseh 31 potnikov - predvsem igralcev nogometnega kluba AC Torino – je umrlo. Ekipa, ki je bil na povratnem letu iz tekme proti Benfici, je bila znana kot Grande Torino in je prevladovala v italijanski ligi leta 1940. Poleg 18 igralcev, vključno z Valentinon Mazzolom, trije trenerji, uradniki in novinarji, je bilo ubitih. Grande Torino je bil skoraj popolnoma uničen. Na mestu nesreče je spominska plošča.